# Yasmina Khadra
Yasmina Khadra, pravim imenom Mohammed Moulessehoul, alžirski je pisac čije su knjige objavljene u 41 zemlji svijeta. 

## Životopis
Mohammed Moulessehoul rođen je 1955 godine u Alžiru. Bio je dugogodišnji pripadnik alžirske vojske, sve do 2000. kad je odlučio napustiti vojsku te se potpuno posvetiti svojoj najvećoj strasti, pisanju. Te je iste godine otkrio javnosti i svoj pravi identitet, jer se ranije zbog straha od cenzure, koristio imenom svoje supruge. Svojim kasnijim djelima postigao je međunarodnu slavu i priznanje. Trenutno živi i radi u Francuskoj.

## Društvena angažiranost
Mohammed Moulessehoul se, kao što je i puno puta javno naznačio, deklarirani feminist. Svoja uvjerenja često naznačuje i u svojim knjigama gdje ženskim likovima pridaje posebnu važnost. Jedan od načina kako bi promovirao ženska prava te pokazao svoje divljenje ženama bilo je i uzimanje imena svoje supruge kao pseudonim koji je dugo vremena koristio. Nekoliko puta je istaknuo kako je upravo njegova supruga bila ta koja ga je oduvijek u svemu podržavala te bila uz njega i stoga joj se uzimanjem i proslavljanjem njezina imena na neki način čak i želio odužiti za sve što je ona napravila na njega. Smatra kako će se mentalitet u muslimanskim zemljama promijeniti na bolje kad se bude promijenio odnos prema ženama koje, prema njegovom mišljenju, zaslužuju biti potpuno slobodne. Po njemu je upravo odnos prema ženama onaj ključan element koji će stubokom izmijeniti društvene odnose Na posljednjim predsjedničkim izborima u Alžiru čak se pokušao kanididirati kako bi mogao neka svoja uvjerenja i stavove provesti u djela, ali nije skupio dovoljan broj potpisa da bi kandidatura bila valjana te stoga nikad nije ni postao službeni kandidat 

## Kabulske lastavice
Jedno od najznačajnijih autorovih djela, izdano 2002. godine. Djelo govori o teroru koji proživljava afganistanski narod od strane talibana. Nesigurnost i strah zavladali su ulicama Kabula, gdje je pjesma već odavno utihnula te ljudi polako ostaju i bez zadnjih tračaka nade podliježući sve više svojim životinjskim instinktima. Priča je to koja na poseban način prati podređen položaj žene u muslimanskom svijetu, i to u nekim poglavljima kroz lik Zunaire, nekad ambiciozne i emancipirane žene koja je danas svedena na puko postojanje te u svom životu ne vidi više nikakvog smisla.   Arhivirana inačica izvorne stranice od 19. rujna 2016. (Wayback Machine) Sav očaj, tuga i bijeda Afganistana se očituje preko priče 2 para, Atiqa i Mussarat, te Mohsena i Zunaire. Prvi par zapravo i nikad niej bio stvarno zaljubljen, Atiq je svoju ženu oženio samo zbog zahvalnosti što mu je spasila život tj skrivala ga i liječila dok je bio ranjen. No, sad kad je ona bolesna, njemu vrlo teško pada to što je mora svaki dan gledati bolesnu i nemoćnu znajući dobro da joj je preostalo još vrlo malo vremena za život. Atiq svakim danom postaje sve nervozniji jer u Kabulu nema ničeg pozitivnog, a jedino što ga je dosad donekle smirivalo i moglo oraspoložiti bila je njegova žena, koja je sad ležala na samrti. Atiq je tako svakim danom sve izgubljeniji te luta ulicama ne znajući zapravo što traži kad je nadu, kao i ostali stanovnici Kabula, već odavno izgubio. S druge strane, Mohsen i Zunaira nekad su bili mladi, obrazovani, bogati i vrlo perspektivni par pred kojim je bila sjajna budućnot. Nakon što su tijekom rata izgubili skoro sva materijalna dobra, počeli su oboje upadati i u moralnu dekadenciju, vrhunac koje je bio dan kad je Mohsen počeo totalno gubiti svoju ljudskost te je iz nepoznatog razloga, ili kako je on kasnije naveo pokajnički sve priznajući ženi, zato što su svi to radili, kamenovao jednu prostitutku na trgu. Supruga je čak uspjela prijeći preko te strahote, ali ne i preko njegovog kukavičluka kad ju je ostavio samu vani ispred džamije i pokorio se naredbama talibana da ode unutra i moli dok mu oni ne kažu da je u redu. Trebala je to biti njegova pokora zato što su on i žena, šećući ulicama Kabula, doživjeli malu nezgodu te se istoj počeli smijati. Smijeh je na ulicama Kabula već odavno bio zabranjen. Nakon tog nemilog događaja, Zunaira mu objavljuje da ga napušta, na što on postane nasilan, udari je, a ona ga, braneći se, nehotice ubije. Kako je prigodna kazna u Kabulu za to pogubljenje, onda je odvedu u zatvor čiji je čuvar Atiq i kojemu ta žena nezemaljske ljepote pruža jednu novu nadu nakon dugo vremena te mu daje poticaj za život. Nespreman izgubiti i nju, napravit će sve kako bi ju oslobodio te će ju čak zamijeniti svojom ženom u ćeliji. Na kraju Mussarat bude pogubljena, Zunaira pobjegne, a poludjeli Atiq bezumno hoda ulicama dižući veo svim ženama i tražeći Zunairu. 

## Djela
- 1984. Amen (Amen)
- 1984. Houria (Houria)
- 1985. La fille du pont (Kći mosta)
- 1986. El Kahira (Khahira)
- 1988. De l'autre côté de la ville (Na drugoj strani grada)
- 1989. Le privilège du phénix (Feniksove privilegije)
- 1990. Le dingue au bistoury (Luđak sa skalpelom)
- 1993. La Foire des Enfoirés (Sajam budala)
- 1997. Morituri (Umrijeti)
- 1998. L'automne des chimères (Jesen himere)
- 1998. Double Blanc (Dvaput bijelo)
- 1998. Les agneaux du Seigneur (Gospodnja janjad)
- 1999. A quoi rêvent les loups (O čemu sanjaju vukovi)
- 2001. L'écrivain (Pisac)
- 2002. L'imposture des mots (Podvala riječi)
- 2002. Les hirondelles de Kaboul (Kabulske lastavice)
- 2003. Cousine K. (Rođakinja K.)
- 2004. La part du mort (Udio smrti)
- 2005. L'attentat (Atentat)
- 2006. Les Sirènes de Bagdad (Bagdadske sirene)
- 2008. Ce que le jour doit à la nuit (Ono što dan duguje noći)
- 2010. L'Olympe des infortunes (Olimp nesretnika)
- 2011. Œuvres (Djela)
- 2011. L'Équation africaine (Afrička jednadžba)
- 2012. Les Chants cannibals (Kanibalske pjesme)
- 2012. Algérie (Alžir)
- 2013. Les anges meurent de nos blessures (Anđeli umiru zbog naših rana)
- 2014. Qu'attendent les singes (Ono što čekaju majmuni)
- 2015. La Dernière Nuit du Raïs (Zadnja vladareva noć)
- 2016. Dieu n'habite pas La Havane (Nema Boga u Havani)

## Vanjske poveznice
- http://www.yasmina-khadra.com/index.php
- https://fr.wikipedia.org/wiki/Yasmina_Khadra
- https://www.fichier-pdf.fr/2015/07/18/hirondelles-de-kaboul-les-yasmina-khadra/  Arhivirana inačica izvorne stranice od 19. rujna 2016. (Wayback Machine)